# 潘纳维·松努阿姆
潘纳维·松努阿姆（1995年12月24日—）是泰國男子羽毛球運動員。

## 簡歷
2016年3月，潘纳维·松努阿姆出戰羅馬尼亞國際賽，贏得男子單打冠軍。

## 主要比賽成績
只列出曾進入準決賽的國際賽事成績：
| 年份   | 賽事                     | 公開賽級別 | 項目     | 成績   |
| ------ | ------------------------ | ---------- | -------- | ------ |
| 2013年 | 越南羽毛球國際挑戰賽     | 國際挑戰賽 | 男子單打 | 準決賽 |
| 2015年 | 美國羽毛球國際賽         | 國際挑戰賽 | 男子單打 | 準決賽 |
| 2015年 | 墨西哥城羽毛球大獎賽     | 大獎賽     | 男子單打 | 亞軍   |
| 2016年 | 羅馬尼亞羽毛球國際賽     | 國際挑戰賽 | 男子單打 | 冠軍   |
| 2016年 | 馬來西亞羽毛球國際挑戰賽 | 國際挑戰賽 | 男子單打 | 準決賽 |
| 2017年 | 樂魚羽毛球國際挑戰賽     | 國際挑戰賽 | 男子單打 | 冠軍   |
| 2017年 | 泰國羽毛球黃金大獎賽     | 黃金大獎賽 | 男子單打 | 準決賽 |
| 2017年 | 世界大學運動會羽毛球比賽 | 其他       | 混合團體 | 銅牌   |
| 2017年 | 世界大學運動會羽毛球比賽 | 其他       | 男子單打 | 銅牌   |
| 2019年 | 蒙古國羽毛球國際賽       | 國際挑戰賽 | 男子單打 | 準決賽 |

| 2007-2017年 | 首要超級賽 | 超級賽 | 黃金大獎賽 | 大獎賽 | 國際挑戰賽 | 國際系列賽 | 未來系列賽 | 其他 |

| 2018-2026年 | 總決賽 | 超級1000賽 | 超級750賽 | 超級500賽 | 超級300賽 | 超級100賽 | 國際挑戰賽 | 國際系列賽 | 未來系列賽 | 其他 |

## 個人生活
潘纳维·松努阿姆的女友為泰國羽毛球女單一姐拉差诺·因达农。二人都是曼谷吞武里大学的学生，他们在2015年底的全国大学生运动会上宣布恋情。2018年已分手。。